# اعتماد أكاديمي

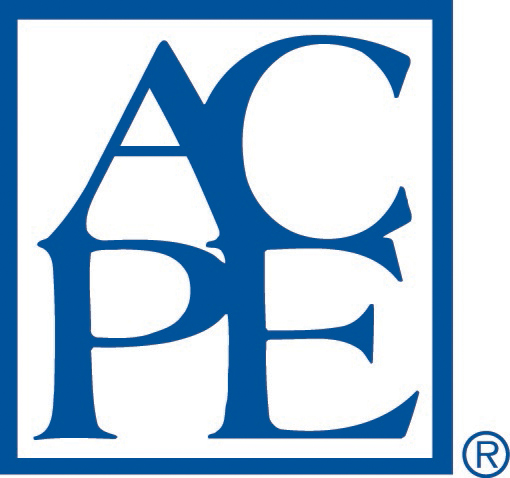
شعار مجلس اعتماد التعليم الصيدلي (ACPE)

الاعتماد التعليمي هو نوع من عملية ضمان الجودة التي يتم بموجبها تقييم خدمات وعمليات المؤسسات أو البرامج التعليمية والتحقق منها من قبل هيئة خارجية لتحديد ما إذا كانت المعايير المطبقة والمعترف بها قد استوفيت. إذا تم استيفاء المعايير ، يتم منح الحالة المعتمدة من قبل الوكالة المناسبة. في معظم البلدان ، يتم تنفيذ وظيفة الاعتماد التعليمي من قبل منظمة حكومية ، مثل وزارة التعليم. في الولايات المتحدة ، توجد عملية لضمان الجودة مستقلة عن الحكومة وتنفذها منظمات غير ربحية خاصة. 
وتسمى هذه المنظمات رسميا الجهات الدائنة. يجب أن يتم الاعتراف بجميع الجهات المعتمدة في الولايات المتحدة بدورها من قبل اللجنة الاستشارية الوطنية للجودة المؤسسية والنزاهة (NACIQI) ، وهي هيئة استشارية لوزير التعليم الأمريكي ، من أجل الحصول على تمويل اتحادي وأي نوع آخر من الاعتراف الفيدرالي. لذلك ، فإن الحكومة الفيدرالية هي المهندس الرئيسي والسلطة المسيطرة للاعتماد. تم تطوير عملية الاعتماد في الولايات المتحدة في أواخر القرن التاسع عشر وأوائل القرن العشرين بعد إدراك المؤسسات التعليمية للحاجة إلى تحسين التنسيق والتنسيق بين المؤسسات التعليمية الثانوية وما بعد الثانوية ، إلى جانب توحيد المتطلبات بين المستويين.